# Alcheringa (journal)
Ne doit pas être confondu avec Alcheringa (revue).
Pour les articles homonymes, voir Alcheringa.
Alcheringa : An Australasian Journal of Palaeontology est une revue scientifique trimestrielle à comité de lecture couvrant tous les aspects de la paléontologie et ses ramifications dans les sciences biologiques, en particulier les disciplines de la taxonomie, de la biostratigraphie, de la micropaléontologie, de la paléontologie des vertébrés, de la paléobotanique, de la palynologie, de la paléobiologie, de la paléoanatomie, de la paléoécologie, de la biostratinomie (en), de la biogéographie, de la chronobiologie, de la biogéochimie et de la paléoichnologie. Il s'agit de la revue officielle de l'Association des paléontologues d'Australasie et elle est publiée par Taylor & Francis.

## Description
La revue a été créée en 1975. Le nom « Alcheringa » est dérivé de la langue Arrernte du peuple aborigène Arrernte de la région d'Alice Springs, dans la région du désert central au centre de l'Australie, Territoire du Nord. « Alcheringa » (également orthographié « altjeringa ») est la version anglaise popularisée d'une expression Arrernte qui signifie « au commencement » ou « de toute éternité ». Alcheringa est aussi le nom donné à un stromatolite vieux de 2,7 à 2,8 milliards d'années provenant de la région de Pilbara en Australie occidentale et symbolise l'ancienneté de la vie et son enregistrement dans les roches sédimentaires. Une image du stromatolite est illustrée sur la couverture de la revue.